# 金字碑
金字碑，是位於台灣新北市瑞芳區三貂嶺古道內的一個碑碣，為清台灣鎮總兵劉明燈於穆宗同治六年（1867年）冬所題。於1985年8月19日公告為國家三級古蹟，現為新北市市定古蹟。因年代已久，碑文的字跡已有點模糊，但大致保存完整。

## 歷史沿革
穆宗同治六年時，臺灣總兵劉明燈取道三貂嶺古道以巡視宜蘭，見地勢雄偉險峻、山路崎嶇行路艱難，有感而發，於是題七言律詩一首：
|  | 雙旌遙向淡蘭來，此日登臨眼界開。 大小雞籠明積雪，高低雉堞挾奔雷。 寒雲十里連稠隴，夾道千章蔭古槐。 海上鯨鯢今息浪，勤修武備拔良才。 |

之後命人磨峭壁為碑，刻詩其上。
碑文以篆文鐫刻，高約240公分，寬143公分。邊框以蓮花條紋雕飾，碑額以雙龍托珠圖案襯托。碑成之後，據說碑文與碑龕皆以金箔黏貼，於是當地人及來往的行人稱這個碑為「金字碑」。碑文反映出此嶺道之地勢高竣，不僅眼界大開，飽覽雞籠山頭的積雪，也俯瞰到北關高低羅列之城池雉堞，一望無際的阡陌良田，連綿不絕的古樹深蔭。其中的「鯨鯢」指的是1867年3月（同治六年二月）的羅發號事件。